# Personnages de Fatal Fury
La série de jeu de combat Fatal Fury débute en 1991 avec Fatal Fury: King of Fighters. Les personnages les plus importants de la franchise marquent leur apparition dès le premier épisode : Terry Bogard, Andy Bogard et Joe Higashi. 
Terry est le protagoniste phare de la franchise, il apparaît dans tous les épisodes de Fatal Fury et du crossover The King of Fighters. Il sera présenté également beaucoup plus tard dans les jeux de combats Super Smash Bros. Ultimate et Street Fighter 6, renforçant encore plus sa popularité.

## Historique
Fatal Fury: King of Fighters sort sur borne d'arcade le 25 novembre 1991 puis sur Neo-Geo AES le 20 décembre 1991. Le jeu comporte 11 personnages dont 3 jouables : Terry Bogard, Andy Bogard et Joe Higashi. Ces trois personnages sont les principaux de la série, Andy et Terry sont frères et veulent venger leur père assassiné, Jeff. Terry Bogard est le personnage emblématique de Fatal Fury, il est le seul personnage à apparaître dans tous les épisodes. Parmi les combattants non jouables de Fatal Fury: King of Fighters, Billy Kane et Geese Howard deviendront les deux antagonistes qui se démarqueront de l'univers Fatal Fury. Le jeu est adapté en anime et diffusé le 23 décembre 1992 au Japon sur la chaîne Fuji TV. Terry Bogard, Andy, Joe, Billy et Geese Howard y sont représentés,.

Logo de Fatal Fury 2.

Le 10 décembre 1992, la suite Fatal Fury 2 sort sur borne d'arcade puis le 5 mars 1993 sur Neo-Geo AES. Le titre inclut 5 nouveaux personnages : Mai Shiranui, Kim Kaphwan, Big Bear, Cheng et Jubei,. Fatal Fury 2 met également en avant un nouveau boss : Wolfgang Krauser. Les portages Mega Drive et Super Nintendo ajoutent les 3 sous-boss (Bily Kane, Axel Hawk, Laurence Blood) en tant que personnages jouables,,. Comme pour le premier jeu, Fatal Fury 2 est adapté en anime produit par Fuji TV à la suite du succès du premier volet. L'anime reprend donc l'histoire de Fatal Fury 2, mettant en scène les nouveaux personnages tels que Mai Shiranui et Kim Kaphwan ou encore Wolfgang Krauser, où l'on apprend qu'il est le demi-frère de Geese Howard.
Fatal Fury Special est publié en 1993 mais aucun nouveau personnage ne sera ajouté. Le quatrième jeu de la série, intitulé Fatal Fury 3: Road to the Final Victory, sort le 27 mars 1995 sur borne Neo-Geo MVS. Le jeu intègre 8 nouveaux personnages (Blue Mary, Hon-Fu, Bob Wilson, Sokaku, Franco Bash) dont 3 boss (Ryuji Yamazaki, Jin Chonshu, Jin Chonrei),. Il faut attendre la suite de Real Bout le 20 mars 1998 avec Real Bout Fatal Fury 2: The Newcomers, qui introduit deux nouveaux personnages : Li Xiangfei et Rick Strowd.
Le 26 novembre 1999 sort Garou: Mark of the Wolves sur Neo-Geo MVS. SNK fait évoluer la série avec 14 personnages dont 13 inédits. Le seul personnage original restant est Terry Bogard, qui possède un nouveau design pour l'occasion. Après 26 années d'absence, Fatal Fury revient avec Fatal Fury: City of the Wolves le 24 avril 2025. Le jeu propose deux nouveaux personnages : Preecha et Vox Repear. Le 26 mars est révélé sur X la présence du joueur de football Cristiano Ronaldo en tant que personnage jouable, suivi le 4 avril par l'annonce du DJ Salvatore Ganacci.
| Personnages | FF 1 | FF 2 | FF Spe | FF 3 | FF WA | RB  | RB Spe | RB DM | RB 2 | FF 1st | Garou | CotW | # [d] |
| --- | ---- | ---- | ------ | ---- | ----- | --- | ------ | ----- | ---- | ------ | ----- | ---- | ----- |
| Alfred | Non  | Non  | Non    | Non  | Non   | Non | Non    | Oui   | [a]  | Oui    | Non   | NC   | 3     |
| Andy Bogard | Oui  | Oui  | Oui    | Oui  | Oui   | Oui | Oui    | Oui   | Oui  | Oui    | Non   | Oui  | 11    |
| Axel Hawk | Non  | Oui  | Oui    | Non  | Non   | Non | Non    | Non   | Non  | Non    | Non   | NC   | 2     |
| Billy Kane | Oui  | Oui  | Oui    | Non  | Oui   | Oui | Oui    | Oui   | Oui  | Oui    | Non   | Oui  | 10    |
| Blue Mary | Non  | Non  | Non    | Oui  | Non   | Oui | Oui    | Oui   | Oui  | Non    | Non   | NC   | 5     |
| Bob Wilson | Non  | Non  | Non    | Oui  | Non   | Oui | Oui    | Oui   | Oui  | Non    | Non   | NC   | 5     |
| B. Jenet | Non  | Non  | Non    | Non  | Non   | Non | Non    | Non   | Non  | Non    | Oui   | Oui  | 2     |
| Cheng Sinzan | Non  | Oui  | Oui    | Non  | Non   | Non | Oui    | Oui   | Oui  | Non    | Non   | NC   | 5     |
| Chun-Li | Non  | Non  | Non    | Non  | Non   | Non | Non    | Non   | Non  | Non    | Non   | Oui  | 1     |
| Cristiano Ronaldo | Non  | Non  | Non    | Non  | Non   | Non | Non    | Non   | Non  | Non    | Non   | Oui  | 1     |
| Duck King | Oui  | Non  | Oui    | Non  | Oui   | Oui | Oui    | Oui   | Oui  | Non    | Non   | NC   | 7     |
| Franco Bash | Non  | Non  | Non    | Oui  | Non   | Oui | Oui    | Oui   | Oui  | Non    | Non   | NC   | 5     |
| Freeman | Non  | Non  | Non    | Non  | Non   | Non | Non    | Non   | Non  | Non    | Oui   | NC   | 1     |
| Gato | Non  | Non  | Non    | Non  | Non   | Non | Non    | Non   | Non  | Non    | Oui   | Oui  | 1     |
| Geese Howard | Oui  | Non  | Oui    | Oui  | Oui   | Oui | Oui    | Oui   | Oui  | Oui    | Non   | NC   | 9     |
| Grant | Non  | Non  | Non    | Non  | Non   | Non | Non    | Non   | Non  | Non    | Oui   | NC   | 1     |
| Hokutomaru | Non  | Non  | Non    | Non  | Non   | Non | Non    | Non   | Non  | Non    | Oui   | Oui  | 2     |
| Hon Fu | Non  | Non  | Non    | Oui  | Non   | Oui | Oui    | Oui   | Oui  | Non    | Non   | NC   | 5     |
| Hotaru Futaba | Non  | Non  | Non    | Non  | Non   | Non | Non    | Non   | Non  | Non    | Oui   | Oui  | 2     |
| Hwa Jai | Oui  | Non  | Non    | Non  | Non   | Non | Non    | Non   | Non  | Non    | Non   | NC   | 1     |
| Jin Chonrei | Non  | Non  | Non    | Oui  | Non   | Oui | Oui    | Oui   | Oui  | Non    | Non   | NC   | 5     |
| Jin Chonshu | Non  | Non  | Non    | Oui  | Non   | Oui | Oui    | Oui   | Oui  | Non    | Non   | NC   | 5     |
| Joe Higashi | Oui  | Oui  | Oui    | Oui  | Oui   | Oui | Oui    | Oui   | Oui  | Oui    | Non   | Oui  | 11    |
| Jubei Yamada | Non  | Oui  | Oui    | Non  | Non   | Non | Non    | Non   | Non  | Non    | Non   | NC   | 2     |
| Kain R. Heinlein | Non  | Non  | Non    | Non  | Non   | Non | Non    | Non   | Non  | Non    | Oui   | Oui  | 2     |
| Ken Masters | Non  | Non  | Non    | Non  | Non   | Non | Non    | Non   | Non  | Non    | Non   | Oui  | 1     |
| Kevin Rian | Non  | Non  | Non    | Non  | Non   | Non | Non    | Non   | Non  | Non    | Oui   | Oui  | 2     |
| Kim Dong Hwan | Non  | Non  | Non    | Non  | Non   | Non | Non    | Non   | Non  | Non    | Oui   | Oui  | 2     |
| Kim Jae Hoon | Non  | Non  | Non    | Non  | Non   | Non | Non    | Non   | Non  | Non    | Oui   | NC   | 1     |
| Kim Kaphwan | Non  | Oui  | Oui    | Oui  | Oui   | Oui | Oui    | Oui   | Oui  | Oui    | Non   | NC   | 9     |
| Laurence Blood | Non  | Oui  | Oui    | Non  | Non   | Non | Oui    | Oui   | Oui  | Non    | Non   | NC   | 5     |
| Li Xiangfei | Non  | Non  | Non    | Non  | Non   | Non | Non    | Non   | Oui  | Oui    | Non   | NC   | 2     |
| Mai Shiranui | Non  | Oui  | Oui    | Oui  | Oui   | Oui | Oui    | Oui   | Oui  | Oui    | Non   | Oui  | 10    |
| Marco Rodrigues | Non  | Non  | Non    | Non  | Non   | Non | Non    | Non   | Non  | Non    | Oui   | Oui  | 2     |
| Michael Max | Oui  | Non  | Non    | Non  | Non   | Non | Non    | Non   | Non  | Non    | Non   | NC   | 1     |
| Mr. Big | Non  | Non  | Non    | Non  | Non   | Non | Non    | Non   | Non  | Non    | Non   | Oui  | 1     |
| Preecha | Non  | Non  | Non    | Non  | Non   | Non | Non    | Non   | Non  | Non    | Non   | Oui  | 1     |
| Raiden [b],[c] | Oui  | Oui  | Oui    | Non  | Oui   | Non | Non    | Non   | Non  | Non    | Non   | NC   | 4     |
| Richard Meyer | Oui  | Non  | Non    | Non  | Non   | Non | Non    | Non   | Non  | Non    | Non   | NC   | 1     |
| Rick Strowd | Non  | Non  | Non    | Non  | Non   | Non | Non    | Non   | Oui  | Oui    | Non   | NC   | 2     |
| Rock Howard | Non  | Non  | Non    | Non  | Non   | Non | Non    | Non   | Non  | Non    | Oui   | Oui  | 2     |
| Ryo Sakazaki | Non  | Non  | Oui    | Non  | Non   | Non | Non    | Non   | Non  | Non    | Non   | NC   | 1     |
| Ryuji Yamazaki | Non  | Non  | Non    | Oui  | Oui   | Oui | Oui    | Oui   | Oui  | Oui    | Non   | NC   | 7     |
| Salvatore Ganacci | Non  | Non  | Non    | Non  | Non   | Non | Non    | Non   | Non  | Non    | Non   | Oui  | 1     |
| Sokaku Mochizuki | Non  | Non  | Non    | Oui  | Non   | Oui | Oui    | Oui   | Oui  | Non    | Non   | NC   | 5     |
| Terry Bogard | Oui  | Oui  | Oui    | Oui  | Oui   | Oui | Oui    | Oui   | Oui  | Oui    | Oui   | Oui  | 12    |
| Tizoc | Non  | Non  | Non    | Non  | Non   | Non | Non    | Non   | Non  | Non    | Oui   | Oui  | 2     |
| Tung Fu Rue | Oui  | Non  | Oui    | Non  | Non   | Non | Oui    | Oui   | Oui  | Non    | Non   | NC   | 5     |
| Vox Reaper | Non  | Non  | Non    | Non  | Non   | Non | Non    | Non   | Non  | Non    | Non   | Oui  | 1     |
| Wolfgang Krauser | Non  | Oui  | Oui    | Non  | Non   | Non | Oui    | Oui   | Oui  | Oui    | Non   | NC   | 6     |
| ^ a. Personnage présent dans Fatal Fury Battle Archives uniquement. ^ b. Personnage présent en tant que Raiden (dans Fatal Fury: King of Fighters et Fatal Fury: Wild Ambition). ^ c. Personnage présent en tant que Big Bear (alter égo) (dans Fatal Fury 2 et Fatal Fury Special). ^ d. Nombre total d'apparitions. |      |      |        |      |       |     |        |       |      |        |       |      |       |

## Recensement des personnages
- Haut – A
- B
- C
- D
- E
- F
- G
- H
- I
- J
- K
- L
- M
- N
- O
- P
- Q
- R
- S
- T
- U
- V
- W
- X
- Y
- Z

### A
- Alfred Airhawk est un personnage de Real Bout Garou Densetsu Special Dominated Mind[16].

### B
- Franco Bash est un personnage de Fatal Fury 3: Road to the Final Victory[10]. Il apparaîtra ensuite dans les épisodes Real Bout.
- Jenet Behrn ou B.Jenet, est un personnage de Garou: Mark of the Wolves. Jenet est issue d'une famille très riche, trouvant la vie luxueuse ennuyante, elle s'enfuit de chez elle pour former une bande de pirates appelée Lillien Knights[12].
- Andy Bogard est un personnage de Fatal Fury: King of Fighters[17]. Comme pour Joe Higashi, Andy apparaît dans tous les épisodes excepté Garou: Mark of the Wolves.
- Terry Bogard est un personnage de Fatal Fury: King of Fighters[17]. Terry est l'unique personnage à apparaître dans tous les épisodes.

### C
- Jin Chonrei est un personnage de Fatal Fury 3: Road to the Final Victory[10]. Il fait partie des deux boss cachés de Fatal Fury 3.
- Jin Chonshu est un personnage de Fatal Fury 3: Road to the Final Victory[10]. Elle fait partie des deux boss cachés de Fatal Fury 3.

### F
- Hon Fu est un personnage de Fatal Fury 3: Road to the Final Victory[10]. Hon Fu apparaît ensuite dans tous les épisodes Real Bout comme personnage jouable puis fait des apparitions caméos dans certains titres The King of Fighters.

### G
- Gato est un personnage de Garou: Mark of the Wolves. Gato est un artiste martial, lorsque son père assassine sa mère, il abandonne tout pour la venger[12].

### H
- Axel Hawk est un personnage de Fatal Fury 2[2]. Axel fera une apparition notable dans l'anime Fatal Fury 2: The New Battle (en).
- Joe Higashi est un personnage de Fatal Fury: King of Fighters[17]. Garou: Mark of the Wolves est le seul épisode de la série où Joe n'apparaît pas.
- Hokutomaru  est un personnage de Garou: Mark of the Wolves[12].
- Kim Jae Hoon est un personnage de Garou: Mark of the Wolves, il est le fils cadet de Kim Kaphwan et le frère de Kim Dong Hwan[12].
- Geese Howard est un personnage de Fatal Fury: King of Fighters, il est le principal antagoniste du jeu. Il est dans l'histoire, le chef du crime local de South Town[17].
- Rock Howard est un personnage de Garou: Mark of the Wolves, il est le protagoniste principal du jeu[12]. Rock est le fils de Geese Howard et assistera Terry Bogard lors de ses combats de rue[12].
- Kim Dong Hwan est un personnage de Garou: Mark of the Wolves, il est le fils aîné de Kim Kaphwan et le frère de Kim Jae Hoon[12].

### J
- Hwa Jai est un personnage de Fatal Fury: King of Fighters[17]. Il n'apparaîtra plus dans la série Fatal Fury par la suite. Il marque notamment sa première apparition en tant que personnage jouable dans le crossover The King of Fighters XIII[18].

### K
- Billy Kane est un personnage de Fatal Fury: King of Fighters[17]. Billy est absent dans Fatal Fury 3 et Garou uniquement, il revient dans Fatal Fury: City of the Wolves où il y est présenté avec un nouveau design[🔗 4].
- Duck King est un personnage de Fatal Fury: King of Fighters. Duck King fera une apparition notable comme personnage jouable dans The King of Fighters XI[19].
- Wolfgang Krauser est un personnage et boss de Fatal Fury 2[2],[5]. Krauser est l'antagoniste principal du deuxième film Fatal Fury, Fatal Fury 2: The New Battle (en)[3].

### M
- Blue Mary est un personnage de Fatal Fury 3: Road to the Final Victory[10]. Blue Mary deviendra par la suite un personnage régulier dans le crossover The King of Fighters à partir de KoF '98.
- Michael Max  est un personnage de Fatal Fury: King of Fighters[17]. Michael est un personnage qui n'apparaîtra plus dans les futurs épisodes, hormis pour des apparitions caméos.
- Sokaku Mochizuki est un personnage de Fatal Fury 3: Road to the Final Victory[10]. Sokaku apparaît ensuite dans les jeux Real Bout (1 ,Special, 2) et ne fera que quelques apparitions caméos dans certains jeux SNK.

### P
- Preecha est un personnage de Fatal Fury: City of the Wolves[🔗 2].

### R
- Raiden est un personnage de Fatal Fury: King of Fighters[17]. Il apparaît dans Fatal Fury 2 et Fatal Fury Special sous le nom de Big Bear[2],[5],[20].
- Vox Reaper est un personnage de Fatal Fury: City of the Wolves [🔗 3].
- Tung Fu Rue est un personnage de Fatal Fury: King of Fighters[17]. Il apparaît dans la moitié des épisodes de la série.

### S
- Cheng Sinzan est un personnage de Fatal Fury 2[2],[5].
- Mai Shiranui est un personnage de Fatal Fury 2[2],[5]. Mai deviendra un personnage important d'SNK, elle apparaîtra dans tous les jeux The King of Fighters excepté KOF XII. Le personnage est aussi populaire que Terry Bogard, elle rejoint notamment le castings des jeux de combat de Dead or Alive 5 Last Round, Dead or Alive 6 ou encore Street Fighter 6.
- Rick Strowd est un personnage de Real Bout Fatal Fury 2: The Newcomers. Rick est un combattant amérindien qui a passé dix années de sa vie comme boxeur dans un casino, connu sous le nom de « Loup Blanc du ring »[11].

### W
- Bob Wilson est un personnage de Fatal Fury 3: Road to the Final Victory[10]. Bob Wilson fera de nombreuses apparitions caméos dans la série The King of Fighters.

### X
- Li Xiangfei est un personnage de Real Bout Fatal Fury 2: The Newcomers. Li Xiangfei est née en Chine et élevée à South Town aux États-Unis, elle travaille comme serveuse dans un restaurant chinois[11].

### Y
- Jubei Yamada est un personnage de Fatal Fury 2[2],[5]. Jubei apparaît également dans les films animés Fatal Fury 2: The New Battle (en) et Fatal Fury: The Motion Picture[3].
- Ryuji Yamazaki est un personnage de Fatal Fury 3: Road to the Final Victory[10]. Yamazaki apparaîtra dans tous les épisodes de Fatal Fury sauf dans Garou. Yamazaki rejoint aussi le casting de KoF dès l'épisode The King of Fighters '97[21] et sera présent dans presque tous les épisodes (sauf 2001, XI, XII et XIII).